# Qād̨ub
Qād̨ub es una ciudad a orillas del mar Arábigo en la costa norte de la isla Socotra, en la gobernación homónima, al este de Yemen. Es también conocida como Kathub, Qadhub, Qadeb y Qadib.